# Cal Batet
Cal Batet és una obra del municipi de Sant Cugat del Vallès (Vallès Occidental) inclosa en l'Inventari del Patrimoni Arquitectònic de Catalunya.

## Descripció
Casa situada al barri antic. Forma part del conjunt de cases sostingudes per un porxo d'arcades de pedra. Fou una de les cases antigues però el 1940 fou reformada. Té primer i segon pis. Les finestres són disposades simètricament. Algunes són d'arc rodó de pedra i les altres són rectangulars i emmarcades per brancals de pedra. Destaquen els esgrafiats de la façana de tema floral i popular.